# Herman Odhner
Herman Johan Emanuel Odhner, född den 18 april 1853 I Vårkumla socken, Skaraborgs län, död den 7 mars 1932, var en svensk folkhögskoleman. Han var far till Einar Odhner, kusin till Willgodt Odhner och kusins son till Claes Theodor Odhner.
Odhner avlade studentexamen 1872 och ägnade sig efter studier vid Uppsala universitet åt folkhögskolebanan. Han blev lärare vid Södermanlands folkhögskola 1877 och var rektor för Lunnevads folkhögskola 1881-1915. Varmt intresserad av folkhögskolans idéer blev Odhner en av banbrytarna inom denna undervisningsform. Han upprättade 1883 en kvinnlig kurs och 1887 en lantmannaskola. Odhner grundade Svenska folkhögskolans lärarförening. Han utgav bland annat Svensk literaturhistoria af K. Warburg, bearbetad för folkhögskolan (1881; 7:e upplagan 1912) och, tillsammans med Theodor Holmberg, "Folkhögskolebladet" (1884-86). Han var redaktör för jubileumsskriften Svenska folkhögskolan 1868—1918 (1921).
Riddare av Kungl. Vasaorden (RVO) 1902.